# Brielken
Brielken is een tramhalte in Evergem, een gemeente ten noorden van Gent, en de noordelijke eindhalte van lijn T2 van de Gentse tram. De halte is gelegen aan de Christoffelweg, ten noordwesten van het station Evergem en ten westen van het centrum van de gemeente.
In 2015 werd de halte vernieuwd door De Lijn en de gemeente Evergem. Er kwamen een nieuwe parkeerplaats en fietsenstalling, en er werd een nieuw perron met overkapping aangelegd. Tevens kreeg de halte twee sporen. Dankzij de vernieuwing werd de halte ook geschikt voor de in 2014 in dienst gekomen Flexitytrams van De Lijn.